# 王西彦
王西彦（1914年—1999年），浙江义乌人，中国作家、文学研究家，中国左翼作家联盟成员，曾任桂林师范学院、湖南大学、武汉大学、浙江大学教授，中国作家协会理事。